# Temporada da Indy Racing League de 1996
A Temporada da Indy Racing League de 1996 foi a primeira temporada da categoria. Foram 3 corridas, tendo iniciado em 27 de Janeiro e encerrado em 26 de maio, com as 500 Milhas de Indianápolis. Os campeões foram o estadunidense Scott Sharp, da equipe A. J. Foyt Enterprises e o também estadunidense Buzz Calkins, da equipe Bradley Motorsports.

## Calendário
| Prova | Nome da Corrida               | Circuito                      | Local             | Data          |
| ----- | ----------------------------- | ----------------------------- | ----------------- | ------------- |
| 1     | Indy 200 at Walt Disney World | Walt Disney World Speedway    | Bay Lake, Flórida | 27 de janeiro |
| 2     | Dura Lube 200                 | Phoenix International Raceway | Avondale, Arizona | 24 de março   |
| 3     | 80th Indianapolis 500         | Indianapolis Motor Speedway   | Speedway, Indiana | 26 de maio    |

- Circuitos ovais
- Circuitos de rua temporários
- Circuitos mistos permanentes

## Pilotos e Equipes
| Equipe                  | Chassis | Motor               | Pneu | Nº | Pilotos                 | Corridas |
| ----------------------- | ------- | ------------------- | ---- | -- | ----------------------- | -------- |
| A. J. Foyt Enterprises  | Lola    | Ford Cosworth       | G    | 11 | Mike Groff              | 1        |
| A. J. Foyt Enterprises  | Lola    | Ford Cosworth       | G    | 11 | Scott Sharp             | 2-3      |
| A. J. Foyt Enterprises  | Lola    | Ford Cosworth       | G    | 41 | Scott Sharp             | 1        |
| A. J. Foyt Enterprises  | Lola    | Ford Cosworth       | G    | 41 | Mike Groff              | 2        |
| A. J. Foyt Enterprises  | Lola    | Ford Cosworth       | G    | 41 | Marco Greco             | 3        |
| A. J. Foyt Enterprises  | Lola    | Ford Cosworth       | G    | 14 | Davey Hamilton (R)      | 1        |
| A. J. Foyt Enterprises  | Lola    | Ford Cosworth       | G    | 84 | Billy Boat (R)          | 3        |
| ABF Motorsports         | Lola    | Buick               | G    | 96 | Paul Durant (R)         | 2-3      |
| Beck Motorsports        | Lola    | Ford Cosworth       | F    | 52 | Hideshi Matsuda         | 3        |
| Beck Motorsports        | Lola    | Ford Cosworth       | F    | 45 | Robbie Buhl (R)         | 2        |
| Beck Motorsports        | Lola    | Ford Cosworth       | F    | 54 | Robbie Buhl (R)         | 3        |
| Beck Motorsports        | Reynard | Ford Cosworth       | F    | 54 | Robbie Buhl (R)         | 1        |
| Blueprint Racing        | Lola    | Menard              | F    | 16 | Johnny Parsons          | 1-3      |
| Blueprint Racing        | Lola    | Menard              | F    | 27 | Jim Guthrie (R)         | 2-3      |
| Bradley Motorsports     | Reynard | Ford Cosworth       | F    | 12 | Buzz Calkins (R)        | 1-3      |
| Brickell Racing         | Lola    | Buick               | G    | 36 | Tyce Carlson (R)        | 3        |
| Brickell Racing         | Lola    | Menard              | G    | 77 | Tyce Carlson (R)        | 3        |
| Brickell Racing         | Lola    | Menard              | G    | 77 | Butch Brickell (R)      | 1-3      |
| Byrd-Treadway Racing    | Reynard | Ford Cosworth       | G    | 5  | Arie Luyendyk           | 1        |
| Byrd-Treadway Racing    | Reynard | Ford Cosworth       | F    | 5  | Arie Luyendyk           | 2-3      |
| Cincinnati Motorsports  | Lola    | Ford Cosworth       |      |    | Tony Turco (R)          | 1        |
| Cunningham Racing       | Reynard | Ford Cosworth       | F    | 75 | Johnny O'Connell (R)    | 1-3      |
| Della Penna Motorsports | Reynard | Ford Cosworth       | G    | 4  | Richie Hearn (R)        | 1-3      |
| Della Penna Motorsports | Reynard | Ford Cosworth       | G    | 44 | Scott Harrington (R)    | 3        |
| Delorto Motorsports     | Lola    | Buick               |      | 81 | Rick DeLorto (R)        | 1        |
| Galles Racing           | Lola    | Ilmor Mercedes-Benz | G    | 70 | Davy Jones              | 2        |
| Hemelgarn Racing        | Reynard | Ford Cosworth       | F    | 9  | Stéphane Grégoire       | 1-3      |
| Hemelgarn Racing        | Reynard | Ford Cosworth       | F    | 10 | Brad Murphey (R)        | 3        |
| Hemelgarn Racing        | Reynard | Ford Cosworth       | F    | 91 | Buddy Lazier            | 1, 3     |
| Hemelgarn Racing        | Reynard | Ford Cosworth       | F    | 91 | Buddy Lazier            | 2        |
| Leigh Miller Racing     | Lola    | Ford Cosworth       | F    | 17 | Stan Wattles (R)        | 1        |
| Leigh Miller Racing     | Lola    | Ford Cosworth       | F    | 17 | Stan Wattles (R)        | 2        |
| Loop Hole Racing        | Lola    | Buick               | G    | 36 | Dan Drinan (R)          | 2-3      |
| Loop Hole Racing        | Lola    | Buick               | G    | 36 | Andy Michner (R)        | 3        |
| McCormack Motorsports   | Lola    | Ford Cosworth       | G    | 24 | Randy Tolsma (R)        | 3        |
| O'Brien Motorsports     | Lola    | Buick               | G    | 26 | Jim Buick               | 1        |
| Pagan Racing            | Reynard | Ford Cosworth       | G    | 21 | Roberto Guerrero        | 1-3      |
| Pagan Racing            | Reynard | Ford Cosworth       | G    | 99 | Billy Boat (R)          | 3        |
| Pagan Racing            | Lola    | Buick               | G    | 87 | Billy Boat (R)          | 3        |
| PDM Racing              | Lola    | Ford Cosworth       | G    | 18 | John Paul Jr.           | 1        |
| PDM Racing              | Lola    | Menard              | G    | 18 | John Paul Jr.           | 2-3      |
| Project Indy            | Lola    | Ford Cosworth       | G    | 46 | Rob Wilson (R)          | 3        |
| Project Indy            | Reynard | Ford Cosworth       | G    | 64 | Johnny Unser (R)        | 2-3      |
| Team Menard             | Lola    | Menard              | G    | 2  | Scott Brayton           | 1-2      |
| Team Menard             | Lola    | Menard              | G    | 2  | Scott Brayton           | 3        |
| Team Menard             | Lola    | Menard              | F    | 3  | Eddie Cheever           | 3        |
| Team Menard             | Lola    | Menard              | F    | 3  | Eddie Cheever           | 2        |
| Team Menard             | Lola    | Menard              | G    | 3  | Eddie Cheever           | 1        |
| Team Menard             | Lola    | Menard              | G    | 20 | Tony Stewart (R)        | 1        |
| Team Menard             | Lola    | Menard              | F    | 20 | Tony Stewart (R)        | 2-3      |
| Team Menard             | Lola    | Menard              | F    | 30 | Mark Dismore (R)        | 3        |
| Team Menard             | Lola    | Menard              | F    | 32 | Danny Ongais            | 3        |
| Team Scandia            | Lola    | Ford Cosworth       | G    | 7  | Eliseo Salazar          | 1        |
| Team Scandia            | Lola    | Ford Cosworth       | G    | 7  | Eliseo Salazar          | 3        |
| Team Scandia            | Lola    | Ford Cosworth       | G    | 7  | Fermín Vélez (R)        | 2        |
| Team Scandia            | Lola    | Ford Cosworth       | G    | 34 | Fermín Vélez (R)        | 3        |
| Team Scandia            | Lola    | Ford Cosworth       | G    | 8  | Alessandro Zampedri     | 3        |
| Team Scandia            | Lola    | Ford Cosworth       | G    | 22 | Michel Jourdain Jr. (R) | 2-3      |
| Team Scandia            | Lola    | Ford Cosworth       | G    | 33 | Michele Alboreto (R)    | 1-2      |
| Team Scandia            | Reynard | Ford Cosworth       | G    | 33 | Michele Alboreto (R)    | 3        |
| Team Scandia            | Lola    | Ford Cosworth       | G    | 43 | Joe Gosek (R)           | 3        |
| Team Scandia            | Lola    | Ford Cosworth       | G    | 90 | Racin Gardner (R)       | 3        |
| Team Scandia            | Lola    | Ford Cosworth       | G    | 90 | Lyn St. James           | 1        |
| Team Scandia            | Reynard | Ford Cosworth       | G    | 90 | Lyn St. James           | 2        |
| Tempero-Giuffre Racing  | Lola    | Buick               | G    | 15 | Bill Tempero            | 1        |
| Tempero-Giuffre Racing  | Lola    | Buick               | G    | 15 | Justin Bell (R)         | 3        |
| Tempero-Giuffre Racing  | Lola    | Buick               | G    | 15 | Dave Kudrave            | 2        |
| Tempero-Giuffre Racing  | Lola    | Buick               | G    | 25 | Dave Kudrave            | 1        |
| Tempero-Giuffre Racing  | Lola    | Buick               | G    | 25 | Racin Gardner (R)       | 2        |
| Walker Racing           | Reynard | Ford Cosworth       | G    | 60 | Mike Groff              | 3        |
| Zunne Group Racing      | Lola    | Ford Cosworth       | F    | 45 | Lyn St. James           | 3        |
| Zunne Group Racing      | Lola    | Ford Cosworth       | F    | 45 | Randy Tolsma (R)        | 3        |

- Pilotos que disputaram todas as corridas
- Pilotos que disputaram parcialmente a temporada
- Corridas em que o piloto não se qualificou

## Resultados
| # | Corrida      | Pole Position | Vencedor      | Equipe               | Descrição |
| - | ------------ | ------------- | ------------- | -------------------- | --------- |
| 1 | Walt Disney  | Buddy Lazier  | Buzz Calkins  | Bradley Motorsports  | Descrição |
| 2 | Phoenix      | Arie Luyendyk | Arie Luyendyk | Byrd-Treadway Racing | Descrição |
| 3 | Indianápolis | Tony Stewart  | Buddy Lazier  | Hemelgarn Racing     | Descrição |

## Pontuação
| Pos | Piloto       | DIS | PHO | IND | Pontos | Multiplica | Pontos totais |
| --- | ------------ | --- | --- | --- | ------ | ---------- | ------------- |
| 1   | Sharp        | 11  | 2   | 10  | 82     | x3         | 246           |
| 1   | Calkins      | 1   | 6   | 17  | 82     | x3         | 246           |
| 3   | Buhl         | 3   | 13  | 9   | 80     | x3         | 240           |
| 4   | Hearn        | 19  | 4   | 3   | 79     | x3         | 237           |
| 4   | Guerrero     | 5   | 16  | 5   | 79     | x3         | 237           |
| 6   | Groff        | 6   | 3   | 20  | 76     | x3         | 228           |
| 7   | Luyendyk     | 14  | 1   | 16  | 75     | x3         | 225           |
| 8   | Stewart      | 2   | 11  | 24  | 68     | x3         | 204           |
| 9   | Hamilton     | 12  | 17  | 12  | 64     | x3         | 192           |
| 9   | O'Connell    | 7   | 5   | 29  | 64     | x3         | 192           |
| 11  | Alboreto     | 4   | 8   | 30  | 63     | x3         | 189           |
| 12  | St. James    | 8   | 21  | 14  | 62     | x3         | 186           |
| 13  | Grégoire     | 16  | 7   | 27  | 55     | x3         | 165           |
| 14  | B. Lazier    | 17  | NQ  | 1   | 53     | x3         | 159           |
| 15  | Paul Jr.     | 9   | 14  | 31  | 51     | x3         | 153           |
| 16  | Cheever      | 10  | NQ  | 11  | 49     | x3         | 147           |
| 17  | Parsons      | 18  | 12  | 28  | 47     | x3         | 141           |
| 18  | Brayton      | 15  | 18  | NQ  | 37     | x3         | 111           |
| 19  | Kudrave      | 20  | 10  |     | 40     | x2         | 80            |
| 20  | Guthrie      |     | 15  | 18  | 37     | x2         | 74            |
| 20  | Jourdain Jr. |     | 20  | 13  | 37     | x2         | 74            |
| 22  | Vélez        |     | 19  | 21  | 30     | x2         | 60            |
| 23  | Salazar      | NQ  |     | 6   | 29     | x2         | 58            |
| 24  | J. Unser     |     | 9   | 33  | 28     | x2         | 56            |
| 25  | Wattles      | 13  | NQ  |     | 28     | x2         | 56            |
| 26  | Jones        |     |     | 2   | 33     | x1         | 33            |
| 27  | Durant       |     | 22  | 32  | 16     | x2         | 32            |
| 28  | Zampedri     |     |     | 4   | 16     | x1         | 31            |
| 29  | Ongais       |     |     | 7   | 28     | x1         | 28            |
| 30  | Matsuda      |     |     | 8   | 27     | x1         | 27            |
| 31  | Harrington   |     |     | 15  | 20     | x1         | 20            |
| 31  | Gardner      |     | NQ  | 25  | 10     | x2         | 20            |
| 33  | Dismore      |     |     | 19  | 16     | x1         | 16            |
| 34  | Gosek        |     |     | 22  | 13     | x1         | 13            |
| 35  | Murphey      |     |     | 23  | 12     | x1         | 12            |
| 36  | Greco        |     |     | 26  | 9      | x1         | 9             |
| —   | Brickell     | NQ  | NQ  | NQ  | 0      | x3         | 0             |
| —   | DeLorto      | NQ  |     |     | 0      | x1         | 0             |
| —   | Buick        | NQ  |     |     | 0      | x1         | 0             |
| —   | Tempero      | NQ  |     |     | 0      | x1         | 0             |
| —   | Drinan       |     | NQ  | NQ  | 0      | x2         | 0             |
| —   | J. Bell      |     |     | NQ  | 0      | x1         | 0             |
| —   | Tolsma       |     |     | NQ  | 0      | x1         | 0             |
| —   | Carlson      |     |     | NQ  | 0      | x1         | 0             |
| —   | Boat         |     |     | NQ  | 0      | x1         | 0             |
| —   | Michner      |     |     | NQ  | 0      | x1         | 0             |
| —   | Wilson       |     |     | NQ  | 0      | x1         | 0             |
| —   | Turco        | NQ  |     |     | 0      | x1         | 0             |
| Pos | Piloto       | DIS | PHO | IND | Pontos | Multiplica | Pontos totais |

| Cor           | Resultado             |
| ------------- | --------------------- |
| Ouro          | Vencedor              |
| Prata         | 2º lugar              |
| Bronze        | 3º lugar              |
| Verde         | 4º ao 5º lugar        |
| Azul          | 6º ao 10º lugar       |
| Roxo          | 11º lugar em diante   |
| Púrpura       | Não terminou          |
| Vermelho      | Não classificado (NQ) |
| Preto         | Desclassificado (DSQ) |
| Branco        | Não começou (NL)      |
| Marrom        | Substituído (S)       |
| Azul claro    | Apenas treino (AT)    |
| Sem cor       | Não participou        |
| Sem cor       | Lesionado (LES)       |
| Sem cor       | Excluído (EX)         |
|               |                       |
| Negrito       | Pole-position         |
| Itálico       | Líder por mais voltas |
| Rookie do ano |                       |
| Rookie        |                       |

Pontuação por prova
| Posição | 1                                                                              | 2  | 3  | 4  | 5  | 6  | 7  | 8  | 9  | 10 | 11 | 12 | 13 | 14 | 15 | 16 | 17 | 18 | 19 | 20 | 21 | 22 | 23 | 24 | 25 | 26 | 27 | 28 | 29 | 30 | 31 | 32 | 33 |
| ------- | ------------------------------------------------------------------------------ | -- | -- | -- | -- | -- | -- | -- | -- | -- | -- | -- | -- | -- | -- | -- | -- | -- | -- | -- | -- | -- | -- | -- | -- | -- | -- | -- | -- | -- | -- | -- | -- |
| Pontos  | 35                                                                             | 33 | 32 | 31 | 30 | 29 | 28 | 27 | 26 | 25 | 24 | 23 | 22 | 21 | 20 | 19 | 18 | 17 | 16 | 15 | 14 | 13 | 12 | 11 | 10 | 9  | 8  | 7  | 6  | 5  | 4  | 3  | 2  |
| Pontos  | Cada piloto teve sua pontuação multiplicada pelo número de eventos disputados. |    |    |    |    |    |    |    |    |    |    |    |    |    |    |    |    |    |    |    |    |    |    |    |    |    |    |    |    |    |    |    |    |